# Erik Gustafsson (hockeista su ghiaccio 1992)
Erik Gustafsson (Nynäshamn, 14 marzo 1992) è un hockeista su ghiaccio svedese.

## Palmarès

### Mondiali
- 1 medaglia:
  - 1 oro (Danimarca 2018)